# Desmoclystia prodicia
Desmoclystia prodicia är en fjärilsart som beskrevs av Louis Beethoven Prout 1923. Desmoclystia prodicia ingår i släktet Desmoclystia och familjen mätare. Inga underarter finns listade i Catalogue of Life.